# Сент-Этьен-де-Булонь
Сент-Этье́н-де-Було́нь (фр. Saint-Étienne-de-Boulogne, окс. Sant Estève de Bolonha) — коммуна во Франции, находится в регионе Рона — Альпы. Департамент коммуны — Ардеш. Входит в состав кантона Валь-ле-Бен. Округ коммуны — Ларжантьер.
Код INSEE коммуны — 07230.

## Население
Население коммуны на 2008 год составляло 342 человека.
| 1962 | 1968 | 1975 | 1982 | 1990 | 1999 | 2008 |
| ---- | ---- | ---- | ---- | ---- | ---- | ---- |
| 262  | 280  | 251  | 255  | 240  | 297  | 342  |

## Экономика

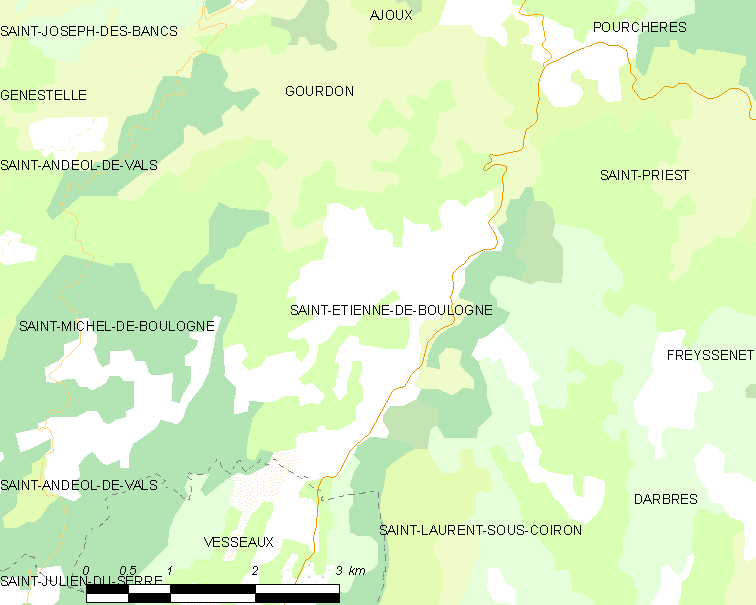
Карта коммуны

В 2007 году среди 202 человек в трудоспособном возрасте (15—64 лет) 154 были экономически активными, 48 — неактивными (показатель активности — 76,2 %, в 1999 году было 72,1 %). Из 154 активных работали 141 человек (78 мужчин и 63 женщины), безработных было 13 (4 мужчин и 9 женщин). Среди 48 неактивных 12 человек были учениками или студентами, 21 — пенсионерами, 15 были неактивными по другим причинам.